# Henryk Pomazański

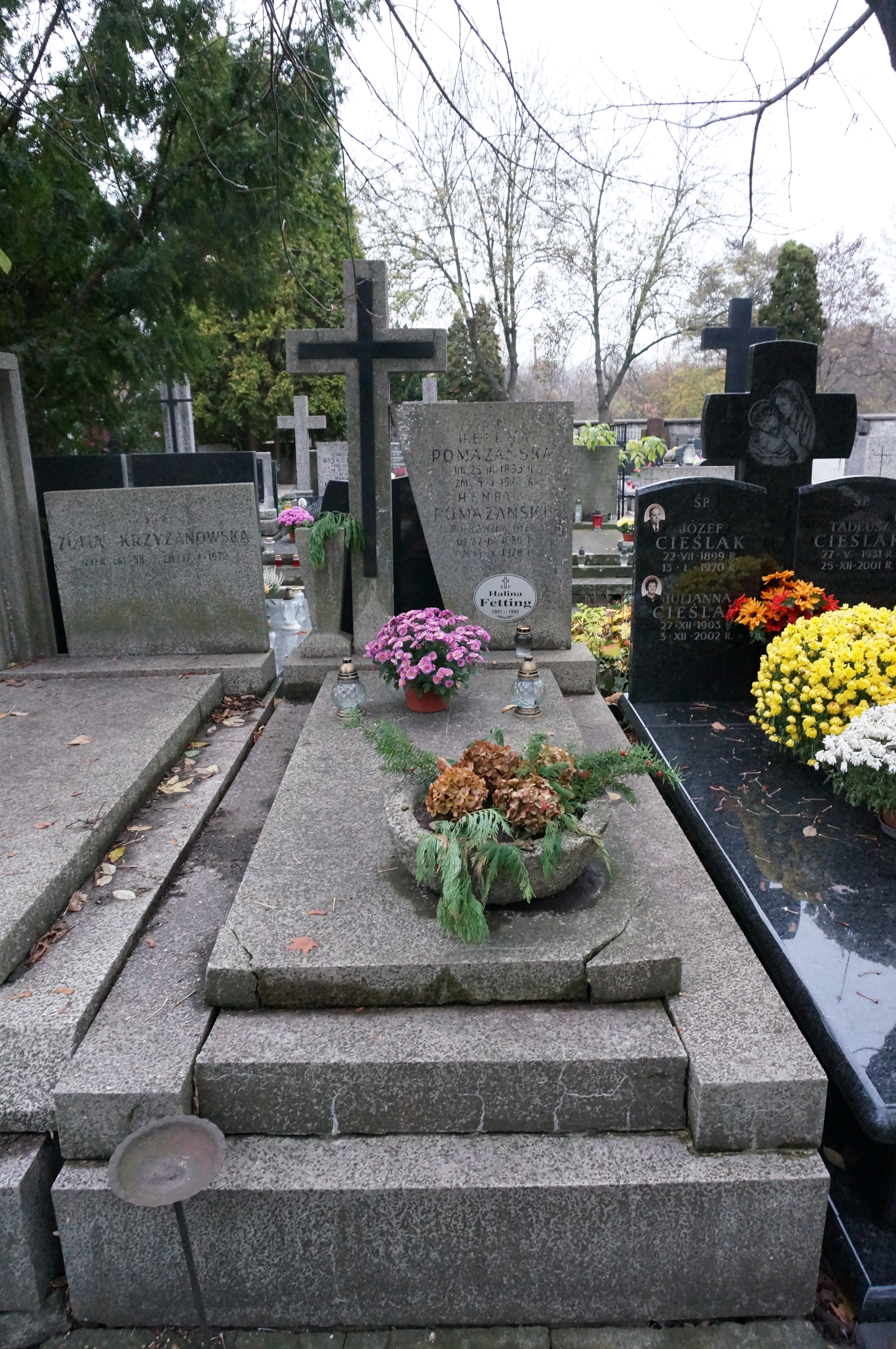
Grób Henryka Pomazańskiego na cmentarzu Powązkowskim

Henryk Pomazański (ur. 22 kwietnia 1889 w Niemirowie, zm. 14 września 1978 w Warszawie) – pułkownik dyplomowany piechoty Wojska Polskiego, kawaler Orderu Virtuti Militari.

## Życiorys
Urodził się 22 kwietnia 1889 w Niemirowie, pow. Rawa Ruska, jako syn Franciszka. W latach 1914–1918 był oficerem 6 pułku piechoty Legionów Polskich, adiutantem c. i k. Komendy Grupy Polskich Legionów i oficerem Polskiego Korpusu Posiłkowego.
Jako kapitan byłego Polskiego Korpusu Posiłkowego reskryptem Rady Regencyjnej z 31 października 1918 roku został przydzielony do podległego jej Wojska Polskiego z zatwierdzeniem posiadanego stopnia. 9 listopada 1918 przeniesiony został do Brygady Lokalnej w Piotrkowie i wyznaczony na stanowisko szefa sztabu. Już 21 listopada 1918 został kierownikiem Sekcji „A” Oddziału IX Personalnego Naczelnego Dowództwa WP, a później szefem sztabu Dowództwa Strzelców Granicznych. 29 września 1920 roku mianowany został szefem sztabu Dowództwa Okręgu Generalnego „Pomorze” w Toruniu.
W latach 1921–1922 był słuchaczem Kursu Doszkolenia Wyższej Szkoły Wojennej w Warszawie. Po ukończeniu kursu i uzyskaniu „pełnych kwalifikacji do pełnienia służby na stanowiskach Sztabu Generalnego” otrzymał przydział na stanowisko dowódcy 42 pułku piechoty.
17 maja 1922 odznaczono go orderem wojskowym „Virtuti Militari" V klasy. 
Następnie zajmował stanowiska: szefa Wydziału Administracyjnego Biura Szefa Administracji Armii Ministerstwa Spraw Wojskowych, szefa Wydziału Ogólnego Szefa Administracji Armii i szefa Wydziału I Piechoty Departamentu Piechoty MSWojsk. (od lipca 1925).
Z dniem 31 października 1926 przeniesiony został z dyspozycji szefa Sztabu Generalnego WP do Dowództwa Okręgu Korpusu Nr X w Przemyślu na stanowisko szefa sztabu. Od lipca 1927 był dowódcą piechoty dywizyjnej 15 Dywizji Piechoty w Bydgoszczy. W latach 1934–1939 pełnił funkcję pomocnika dowódcy Okręgu Korpusu Nr I do spraw uzupełnień. Od 25 sierpnia do 12 września 1939 był dowódcą etapów Armii „Modlin”.
Na początku kampanii wrześniowej 1939 do jego kompetencji, jako dowódcy tyłowego obszaru armii należało między innymi nadzorowanie mostów na Wiśle, Narwi i Bugu. 6 września rozpoczął organizowanie zapory policyjnej na linii Radzymin – Struga – Jabłonna z zadaniem zwalczania dezercji i dywersji na zapleczu armii oraz zbierania oddziałów i pojedynczych żołnierzy, łączenia ich w zwarte oddziały i odsyłania do rejonu zbiórki 8 DP i 20 DP. 12 września gen. Przedrzymirski oddał pod jego rozkazy oddział zbiorczy kpt. Kozickiego przeznaczony do bezpośredniej obrony kwatery głównej Armii. 16 września dowódca armii przeprowadził reorganizację kwatery głównej z podziałem na dwa rzuty. Pułkownik wraz ze swoim szefem sztabu, mjr. dypl. Witoldem Grzembo i oficerem sztabu, kpt. Markiem Winterem znalazł się w II rzucie, z którym udał się przez Luboml do Włodzimierza Wołyńskiego lub do Lwowa. Został aresztowany w październiku 1939 roku w Warszawie i osadzony w Oflagu VIII B w Srebrnej Górze, następnie przewieziony najprawdopodobniej do Oflagu VI B Dössel.
Zmarł 14 września 1978 w Warszawie. Pochowany na cmentarzu Powązkowskim (kwatera a-3-13).

## Awanse
- chorąży – 18 sierpnia 1909
- podporucznik – 1 listopada 1912
- porucznik – 1 stycznia 1915 i 7 lokatą na liście starszeństwa oficerów Legionów Polskich z dnia 12 kwietnia 1917
- kapitan
- major
- podpułkownik – zweryfikowany ze starszeństwem z  dniem 1 czerwca 1919
- pułkownik – 1 grudnia 1924 ze starszeństwem z dniem 15 sierpnia 1924 i lokatą 28 (w 1931 lokata 20, w 1932 lokata 14)

## Ordery i odznaczenia
- Krzyż Srebrny Orderu Wojskowego Virtuti Militari nr 7492 (17 maja 1922)[12][13]
- Krzyż Niepodległości (19 czerwca 1938)[14]
- Krzyż Oficerski Orderu Odrodzenia Polski (11 listopada 1934)[15][16]
- Złoty Krzyż Zasługi (dwukrotnie: 29 kwietnia 1925[17], 18 lutego 1939[18])